# قصبة لحرار (الجزائر)
قصبة لحرار هو أحد قصور بلدية فنوغيل بلديات ولاية أدرار الواقعة ضمن دائرة فنوغيل بولاية أدرار الجزائرية، يقدر عدد سكانه بنحو 13138 نسمة.

## التاريخ
تأسيس واحة وقصر قصبة لحرار يعود إلى زمن قديم، قبل القرن السادس للميلاد بكثير حيث كان مؤسسوه وسكانه الأوائل من البربر كما يدل اسمه على ذلك. بعد الهجرة الكبيرة لليهود نحو توات، تم بناء أول معبد يهودي بتمنطيط عام 517 م تلاه بناء قصبة لليهود بسنة 660 م (40/39 هـ). على غرار أغلب قصور توات وقورارة.
بعد الحركة الثورية التي قام بها الشيخ محمد بن عبد الكريم المغيلي ضد اليهود الذين رفضوا عتابه اللفظي، غادر اليهود المنطقة في هجرة كبيرة إلى أجزاء أخرى من الجزائر والمغرب.
نشبت حرب في سنة 1481 م بين تطاف والبرامكة.
إن توالي استقرار القبائل بقصبة لحرار جعلها تتكون من عدة قصور تختلف من حيث القدم وعدد السكان والأهمية التاريخية وفي عام 1925 هاجرت قبيلة تواتي أحمد بن بركة من نحو قصر تلوين قرب أولاد سعيد بناحية قورارة.

### في عهدالمرابطين(1056 – 1147م)

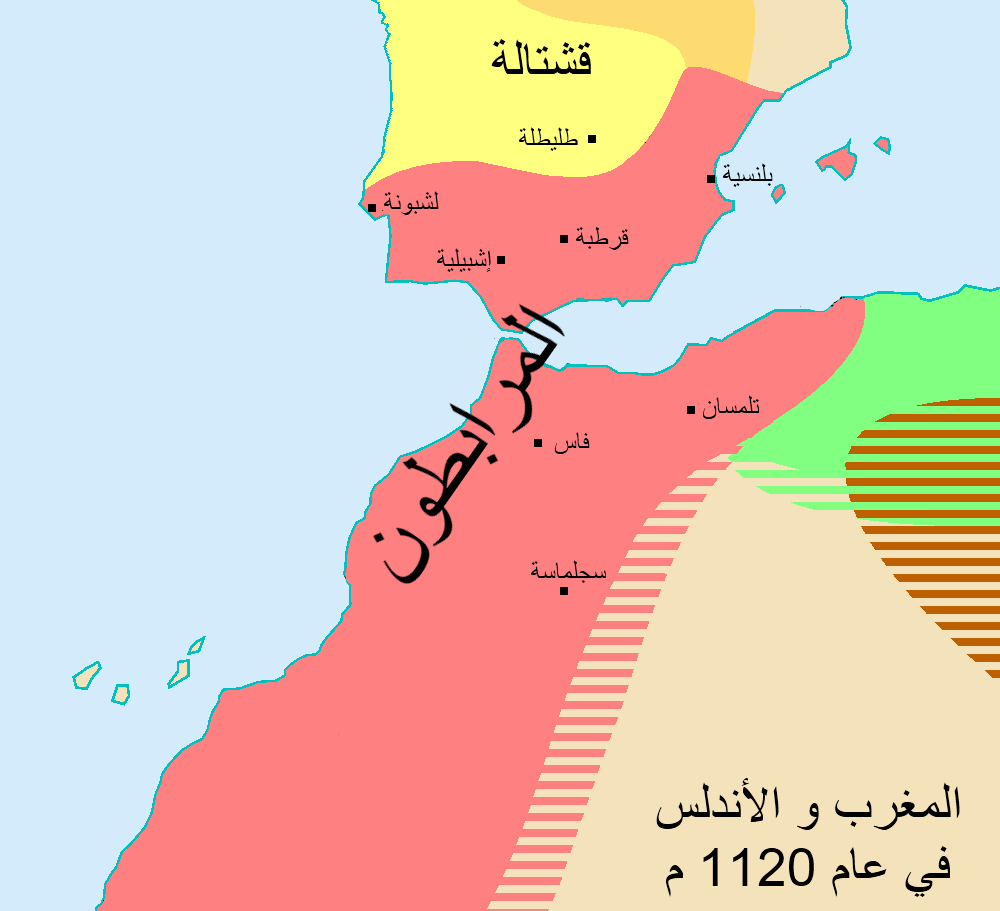
أقصى امتداد للدولة المرابطية

قدم أولاد امعمر من تافيلالت سنة 1047 م (439/438 هـ) وتمركزوا بتردالت بتيمي ثم انتقلوا إلى قصبة لحرار.

### في عهدالدولة المرينية(1244 – 1465م)

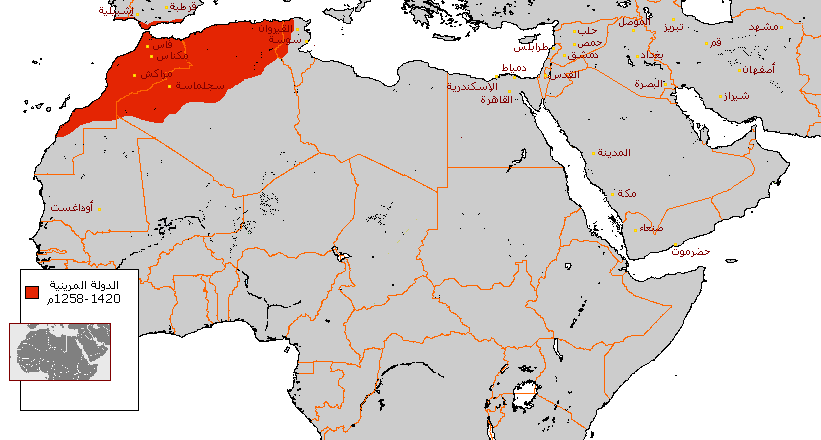
خارطة الدولة المرينية

ويعرف هذا العهد في قصبة لحرار بعهد الحروب والمعارك ففي سنة 1269 م قدم الشيخ التوجي من الساقية الحمراء إلى أولاد عروسة ومنها استقر بغرميانو التي طرد منها اليهود، بعد ذلك ببضع سنين وفي عام 1281 م (680/679 هـ) بعض من الأعراب اجتاحوا تامست وزاقلو وقضوا على مكيد.

### في عهدالسعديين(1554-1659م)

حدود الدولة السعدية

كانت منطقة قصبة لحرار تابعة للدولة السعدية التي سيطرت على أغلب المغرب الأقصى والصحراء حتى تخوم السودان، ولكنها خضعت فيما بعد كما كل منطقة توات لسلطان سيدي احمد بن أبي محلي العباسي الذي ثار ضد حكم السعديين في عهد زيدان الناصر بن أحمد بعد ما بلغه عن إجلاء المسلمين عن العرائش وبيعها للعدو الكافر، ودامت إمارة ابن أبي محلي نحو من ثلاث سنين من 1610 حتى 1613م.

### فيعهد الفيلاليين(1666-1900)
هاجر الشيخ علي من تيطاف نحو قصر جنتور بقورارة حيث استقر وترك ذرية منها حفيده الشيخ أبو زيد عبد الرحمان بن أبو إسحاق إبراهيم بن علي الجنتوري صاحب العديد من المؤلفات المخطوطة التي يعني بها حتى يومنا من قبل رجال الشريعة والمتوفى سنة 1689 م الموافق لـ (1101/1100 هـ) بجنتور حيث دفن.

## الأعلام
الولي الصالح سيد الكنتاوي المعروف بقاضي حاجة المدفون حاليًا بقصر عزي، وتقام له زيارة سنوية يوم 22 أبريل.

جانب من الولي الصالح قاضي حاجة

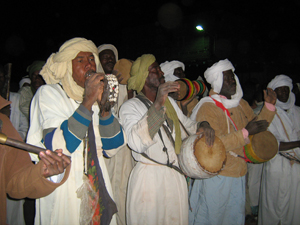
الزمار

## قصبة لحرار (أدرار)

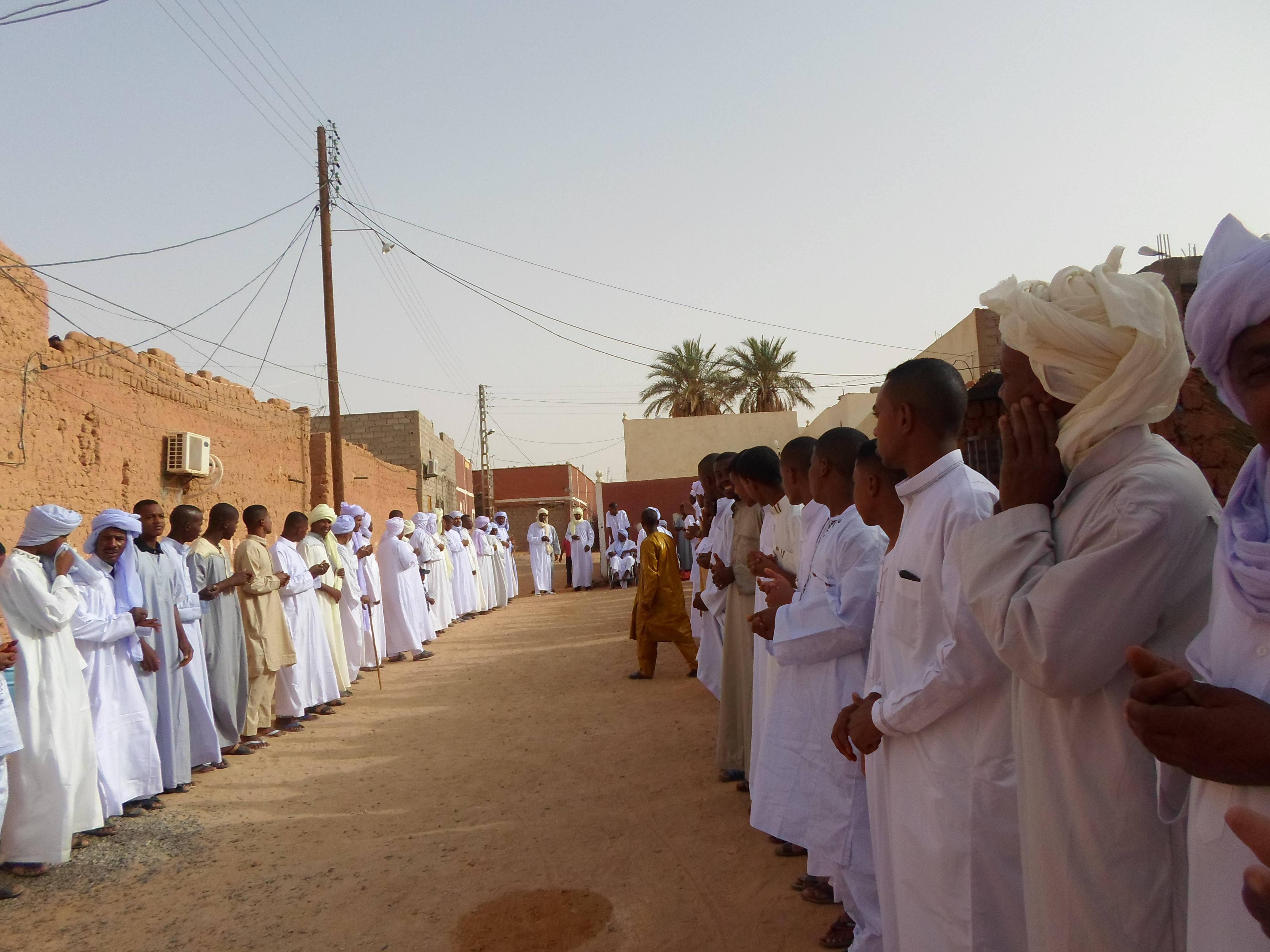

قصبة لحرار (أدرار)مدينة تقع على بعد 30 كلم من مقر الولاية (أدرار) يحدها من الشرق اولاد مولاي عومار وبرشيد ومن الغرب تبلبالة ولاية بشار وبلدية أم لعسل بتندوف ومن الشمال ودغة والعلوشية ومن الجنوب زاوية سيدي عبد القادر. تعد القصبة منطقة فلاحية نظرا لطبيعة سكانها حيث اعتمدو من قديم الزمان على النشاط الفلاحي كمصدر قوتهم اليومي.

## الموقع
تقع واحة قصبة لحرار توات الحناء، يحدها من الجنوب زاوية سيدي عبد القاربن وعومر، من الشرق اولادمولاي عومار والشمال قصر دغة وبنهمي الحمادة ومن الغرب واحات قصبة لحرارام لعسل وتبلبالة، اراضي البور، مزارع بوصلاح وقصر اولاد علالي. 

## اللغة
كان جزء هام من سكان قصبة لحرار كما هو الحال بالنسبة لسكان تمنطيط يتكلمون الزناتية وذلك حتى حدود سنة 1985، وذلك كون القصرين يعدان من اقدم القصور بتوات والتي أنشأها البربر. يتكلم سكان هذا القصر اليوم العربية قسم بالأصالة وقسم تعرب.

## الهندسة المعمارية والمنشآت الدينية
بني القصر بشكل معماري تقليدي مشابه لغيره من قصور توات، فالأبنية من طوب الطين والمنازل متراصة تفصلها عن بعضها أزقة ضيقة، ومن أشهر التجمعات السكانية بالقصر نجد:

## المياه

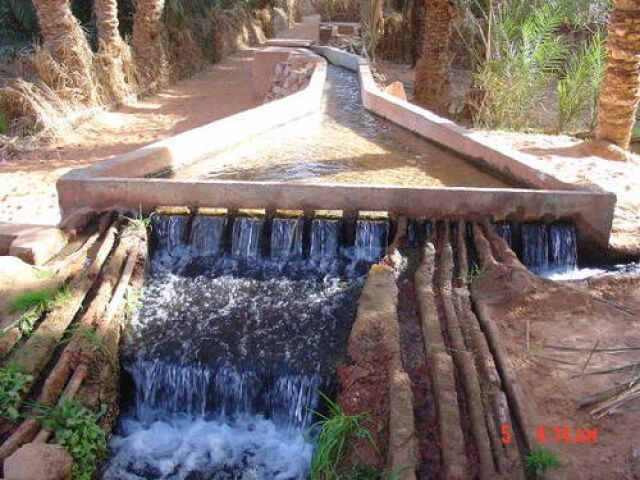
ماء

إن الحديث عن المياه مقترن بالفقارة، اشتهرت ومنذ القديم بفقاراتها المتدفقة التي كان السكان يستخدمونها للشرب والسقي ولقضاء مختلف أعمالهم اليومية، ولكنها اليوم أصبحت مهملة ؛ فبسبب المجهود العضلي التي تقتضيه عملية التصليح والصيانة تخلى الكثير من الأهالي عن نظام الفقارات، واستبدلوه بنظام المضخات والحنفيات، ونتيجة لقلة العناية نضبت مياه بعض الفقارات وجفت بصورة كلية والمتبقي منها إنخفض منسوب مياهها وتراجع بصورة كبيرة

## الثروة النباتية والحيوانية
الغطاء النباتي في قصبة لحرار قليل جدا، ويتمثل في واحات النخيل المنتشرة بمحاذات القصور القديمة في الجهة الشمالية والشرقية والجنوبية، ولا تحتوي المدينة على أماكن مخصصة لتربية الحيوانات، بل وجودها مقتصر على مستوى المنازل قصد الاستهلاك لا التجارة، وتنحصر في الماعز والدواجن مع انعدام تربية الجمال، وتنتشر تربية الماعز خصوصا في قصر توكي الذي يقطنه الطوارق الملتحقين بالمنطقة حديثا.)
المظاهر الاقتصادية

## الإنتاج الزراعي
يغلب على الزراعة في قصبة لحرار الطابع المعيشي؛ فالناس كانوا يزرعون بساتينهم ليقتاتوا من خيراتها بالدرجة الأولى وفقط ما زاد عن الحاجة هو الذي كان يوجه للتسويق، وقد فرضت عليهم الظروف المناخية للمنطقة أنواع معينة ومحدودة من المزروعات، كان أهمها النخيل والشعير والقمح، أما النخيل فلأن واحات تمنطيط كانت واسعة فإنتاج التمور كان وفيرا وكميات هامة منه كانت توجه إلى السودان والباقي يستغل للاستهلاك المحلي، فالتمر كان غداء رئسي لسكان إلى درجة أن أجرة العمال لم تكن تدفع نقدا بل تمرا أو قمحا وهناك أصناف عديدة منه:
الشيخ أمحمد، بنخلوف، تقازة، أدكلي، تنقور، أحرطان، ورقلة، تلمسو تناصر، تقر بوش....الخ بعض هذه الأنواع يتمتع بجودة عالية كبنخلوف وتقر بوش والشيخ أمحمد، وأخرى أقل جودة كتلمسو وتناصر ومن هذه الأنواع من لايصلح استهلاكه إلا رطبا كبنخلوف والشيخ أمحمد ومنها ما يستهلك إما رطبا أو مجفف كتناصر، تلمسو، تقازة.

## النشاط الفلاحي
يعمل أغلب سكان القصر في الفلاحة التي يغلب عليها غرس النخيل ويستعمل السكان تقنية الفقارة لتوفير المياه للسقي، نجد ستة فقارة هي:

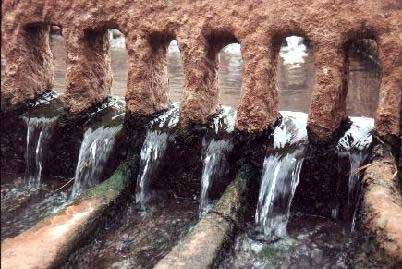
قصري لتقسيم ماء الفقارة

جانب من واحة قصبة لحرار

| اسم الفقارة | عدد الآبار |
| ----------- | ---------- |
| اعدل        | 150        |
| صبارة       | 210        |
| حمو بكة     | 200        |
| بوصلاح      | 150        |
| افليوس      | 150        |
| بكو         | 224        |

## المناخ
تتميز قصبة لحرار بمناخ جاف، إذ يسود بها المناخ الصحراوي، والذي يتميز بالجفاف وقلة سقوط الأمطار، ودرجات حرارة عالية تتراوح بين 30° و45° مئوية في فصل الصيف، أما في فصل الشتاء فيكون الجو باردا، ويقل فيه هطول المطر في شهر أبريل مع إمكانية هطوله في شهور ديسمبر، يناير، ومارس، ويتراوح متوسط درجات الحرارة عندئذ بين 10° و25° مئوية. أما الرطوبة فهي منخفضة في معظم أوقات السنة، ومتوسط معدلها يصل إلى 22%، وترتفع في فترات سقوط الأمطار إلى 35%، وتنخفض في فصل الصيف لتصل إلى حوالي 14% فقط، وتهب على مدينة تبلبالة رياح جنوبية غربية وشمالية شرقية وتكون في الغالب حارة وجافة، ويبلغ متوسط سرعتها ما بين 5 و8 عُقد في الساعة.
| البيانات المناخية لـمدينة قصبة لحار | البيانات المناخية لـمدينة قصبة لحار | البيانات المناخية لـمدينة قصبة لحار | البيانات المناخية لـمدينة قصبة لحار | البيانات المناخية لـمدينة قصبة لحار | البيانات المناخية لـمدينة قصبة لحار | البيانات المناخية لـمدينة قصبة لحار | البيانات المناخية لـمدينة قصبة لحار | البيانات المناخية لـمدينة قصبة لحار | البيانات المناخية لـمدينة قصبة لحار | البيانات المناخية لـمدينة قصبة لحار | البيانات المناخية لـمدينة قصبة لحار | البيانات المناخية لـمدينة قصبة لحار | البيانات المناخية لـمدينة قصبة لحار |
| الشهر                               | يناير                               | فبراير                              | مارس                                | أبريل                               | مايو                                | يونيو                               | يوليو                               | أغسطس                               | سبتمبر                              | أكتوبر                              | نوفمبر                              | ديسمبر                              | المعدل السنوي                       |
| ----------------------------------- | ----------------------------------- | ----------------------------------- | ----------------------------------- | ----------------------------------- | ----------------------------------- | ----------------------------------- | ----------------------------------- | ----------------------------------- | ----------------------------------- | ----------------------------------- | ----------------------------------- | ----------------------------------- | ----------------------------------- |
| متوسط درجة الحرارة الكبرى °ف        | 82                                  | 86                                  | 95                                  | 100                                 | 108                                 | 111                                 | 111                                 | 111                                 | 109                                 | 102                                 | 91                                  | 84                                  | 99                                  |
| متوسط درجة الحرارة الصغرى °ف        | 46                                  | 50                                  | 54                                  | 59                                  | 68                                  | 77                                  | 77                                  | 79                                  | 75                                  | 66                                  | 55                                  | 48                                  | 63                                  |
| الهطول إنش                          | 0.3                                 | 0.0                                 | 0.2                                 | 0.2                                 | 0.2                                 | 0                                   | 0                                   | 0                                   | 0                                   | 0.0                                 | 0.4                                 | 0.2                                 | 1.5                                 |
| متوسط درجة الحرارة الكبرى °م        | 28                                  | 30                                  | 35                                  | 38                                  | 42                                  | 44                                  | 44                                  | 44                                  | 43                                  | 39                                  | 33                                  | 29                                  | 37                                  |
| متوسط درجة الحرارة الصغرى °م        | 8                                   | 10                                  | 12                                  | 15                                  | 20                                  | 25                                  | 25                                  | 26                                  | 24                                  | 19                                  | 13                                  | 9                                   | 17                                  |
| الهطول مم                           | 8                                   | 1                                   | 4                                   | 5                                   | 4                                   | 0                                   | 0                                   | 0                                   | 0                                   | 1                                   | 10                                  | 4                                   | 37                                  |
| المصدر:                             |                                     |                                     |                                     |                                     |                                     |                                     |                                     |                                     |                                     |                                     |                                     |                                     |                                     |